# 山岳派
山岳派（法語：La Montagne），又稱山岳党，是法国大革命时期一个激進派政治团体，由马克西米连·罗伯斯庇尔與乔治·雅克·丹东为首的派別。因為山岳派的成員都坐在議廳最左側的高台上而得名。而現在形容激進人士為左派也是由此開始的。
山岳派是激进的共和主义组织，反对吉伦特派。这个词最初是在国民立法议会期间使用的，1793年开始广泛使用。在罗伯斯庇尔的领导下，山岳派在1793年建立了雅各宾专政。到1793年夏天，被称为山岳派和吉伦特派的两个少数派分裂了国民公会。山岳党主要由中产阶级组成，但代表了巴黎的选区。因此，山岳派对城市的动机十分敏感，并对工人阶级无套裤汉的要求作出了强烈的反应。山岳党对巴黎以外城镇人民的日常生活和需要了解甚少：虽然他们尝试了一些农村土地改革，但大部分都没有实施；他们一般只关注城市穷人的需要，而不是法国农村的需要。山岳党的运行是基于一种信念：对巴黎最好的东西，也会对整个法国最好。
吉伦特派是在立法议会时期建立的一个温和的政治派别。他们是山岳派较为激进的代表的政治对手。吉伦特派希望避免法国国王路易十六被处死，并支持宪法；该宪法允许民众投票推翻立法。山岳派指责吉伦特派密谋反对巴黎，因为宪法草案中的这一警告将允许法国农村地区投票反对有利于巴黎的立法，而巴黎是山岳派的主要选区。然而，国民公会中真正的不和谐不是发生在山岳派和吉伦特派之间，而是发生在山岳派少数侵略行径和国民公会其余部分之间。
山岳派并没有完全统一为一个政党，而是依靠罗伯斯庇尔、丹东和雅克·埃贝尔等领导人，这些人自己也代表不同的派别。埃贝尔以激进的爱国者山岳派成员（与他相同的人后来被称为埃贝尔派）的身份赢得了追随者，丹东则领导着一个更为温和的山岳党派别（追随者后来被称为丹东派）。不管分歧有多大，雅各宾俱乐部在圣奥诺雷街举行的夜间会议，可以被看作是山岳派的一种党团会议。1793年6月，在激进的“无套裤汉”的帮助下，山岳派成功地驱逐了国民公会中大多数温和的吉伦德成员。
在山岳派发动政变后，由马里-让·埃罗·德·塞谢勒领导的山岳派很快就开始制定新宪法，并于8天后完工。救国委员会于6月10日向国民公会报告了《宪法》，并于6月24日通过了最后草案。这一进程发生得很快，因为正如山岳派的一位杰出成员罗伯斯庇尔于6月10日宣布的那样，“善良的公民要求一部宪法”和“宪法将是爱国代表的答复，因为它是山岳派的工作”。 然而，这部宪法从未真正颁布。 罗伯斯庇尔授予自己和救国委员会独裁权力后，1793年宪法被废除，以“捍卫革命”。